# Taux de croissance relative
Le taux de croissance relative (RGR, d'après l'anglais Relative Growth Rate) est le taux de croissance par rapport à la taille de la population (en dynamique des populations) ou par rapport à la masse de l'individu (en physiologie végétale et en écologie).

## Dynamique des populations
En dynamique des populations, le taux de croissance relatif est aussi appelé taux de croissance exponentielle ou taux de croissance continue. En termes d'équations différentielles, si {\displaystyle P} est la population, et {\displaystyle {\frac {dP}{dt}}} est son taux de croissance, son taux de croissance relative est {\displaystyle {\frac {1}{P}}{\frac {dP}{dt}}}. Si le taux de croissance relative est constant, c'est-à-dire que {\displaystyle {\frac {1}{P}}{\frac {dP}{dt}}=k}, la solution de l'équation est {\displaystyle P(t)=\exp(kt)}. Lors du calcul du taux relatif de croissance, il est important de tenir compte de l'unité de temps utilisée.
Par exemple, si une population initiale de bactéries {\displaystyle P_{0}} double toutes les vingt minutes, alors au temps {\displaystyle t} la taille de la population est donnée par l'équation {\displaystyle P(t)=P_{0}2^{t}=P_{0}\exp(\ln(2)t)} où {\displaystyle t} est le nombre de périodes de vingt minutes qui se sont écoulées. Cependant, il est souvent souhaitable d'exprimer le temps en heures ou en minutes. Par exemple, puisque 1 heure correspond à 3 à périodes de vingt minutes, la croissance de la population pendant une heure est égale à {\displaystyle P(3)=P_{0}2^{3}}. Ici, le facteur de croissance horaire est de 8, ce qui signifie que la taille de la population est 8 fois plus importante à la fin de chaque heure qu'au début. En effet, {\displaystyle P(T)=P_{0}8^{T}=P_{0}\exp(\ln(8)T)} où {\displaystyle T} est exprimé en heures, et le taux relatif de croissance peut être exprimée comme {\displaystyle \ln(2)}, soit approximativement 69% pour vingt minutes, et comme {\displaystyle \ln(8)}, soit environ 208% par heure.

## Physiologie végétale
En physiologie végétale, le RGR est une mesure utilisée pour quantifier la vitesse de croissance d'une plante. Il est égal à l'augmentation de la masse pendant une journée, rapportée à la biomasse initiale, et est exprimé en g g-1 j-1. Le RGR est la méthode la plus largement utilisée pour estimer la croissance des plantes, mais elle a été critiquée car elle implique généralement la destruction des plantes lors de la mesure. Un autre problème est que, en général, le RGR diminue au cours de la croissance, à mesure que la biomasse de la plante augmente. Traditionnellement, ce problème a été ignoré lors de la modélisation de la croissance. Le RGR diminue pour plusieurs raisons : augmentation de la biomasse non-photosynthétique (racines et tiges), auto-ombrage des feuilles inférieures par les feuilles supérieures, nutriments devenant limitants dans le sol.
Généralement, la respiration est corrélée avec la biomasse totale, mais la photosynthèse n'est corrélée qu'avec la biomasse photosynthétique. En conséquence, à mesure que la biomasse totale augmente, la croissance ralentit. Le RGR des arbres, en particulier, ralentit avec l'augmentation de la taille en raison d'une grande allocation de biomasse aux tissus structuraux du tronc, nécessaires pour que les feuilles puissent atteindre la canopée. Une méthode pour séparer les effets de la taille des différences intrinsèques de taux de croissance est décrite dans Philipson et coll. (2012)
Le RGR est calculé à l'aide de l'équation suivante:
{\displaystyle RGR=(\ln W_{2}-\ln W_{1})/(t_{2}-t_{1})}
Où:
{\displaystyle \ln } = logarithme népérien
{\displaystyle t_{1}} = temps 1 (en jours)
{\displaystyle t_{2}} = temps 2 (en jours)
{\displaystyle W_{1}} = Masse sèche de la plante au temps 1 (en grammes)
{\displaystyle W_{2}} = Masse sèche de la plante au temps 2 (en grammes)